# NGC 931
NGC 931 este o seyfert 1 galaxy⁠(d) situată în constelația Triunghiul. A fost descoperită în 26 septembrie 1865 de către Heinrich Louis d'Arrest. Se află la o distanță de 43,25 de megaparseci de Pământ.